# Ö̱
Ö̱ (minuscule : ö̱), appelé O tréma macron souscrit, est une lettre latine utilisée dans l’écriture du chinantèque d’Ojitlán, du chinantèque d’Usila, du seneca ou du suédois de Noarootsi. Il s’agit de la lettre O diacritée d’un macron souscrit et d’un tréma.

## Utilisation
L’o tréma macron souscrit ‹ ö̱ › est utilisé dans l’écriture du suédois de Noarootsi, le macron souscrit indiquant qu’il s’agit d’une voyelle longue, par exemple dans bö̱r, « cage », ou fö̱ḷ, « oiseau ».

## Représentations informatiques
Le O tréma macron souscrit peut être représenté avec les caractères Unicode suivants : 
- précomposé et normalisé NFC (latin-1, diacritiques) :

| formes    | représentations | chaînes de caractères | points de code | descriptions                                                |
| --------- | --------------- | --------------------- | -------------- | ----------------------------------------------------------- |
| capitale  | Ö̱               | Ö◌̱                    | U+00D6 U+0331  | lettre majuscule latine o tréma diacritique macron souscrit |
| minuscule | ö̱               | ö◌̱                    | U+00F6 U+0331  | lettre minuscule latine o tréma diacritique macron souscrit |

- décomposé et normalisé NFD (latin de base, diacritiques) :

| formes    | représentations | chaînes de caractères | points de code       | descriptions                                                            |
| --------- | --------------- | --------------------- | -------------------- | ----------------------------------------------------------------------- |
| capitale  | Ö̱               | O◌̱◌̈                   | U+004F U+0331 U+0308 | lettre majuscule latine o diacritique macron souscrit diacritique tréma |
| minuscule | ö̱               | o◌̱◌̈                   | U+006F U+0331 U+0308 | lettre minuscule latine o diacritique macron souscrit diacritique tréma |